# Hamadryas elata
Hamadryas elata är en fjärilsart som beskrevs av Hans Fruhstorfer 1907. Hamadryas elata ingår i släktet Hamadryas och familjen praktfjärilar. Inga underarter finns listade i Catalogue of Life.